# Убийства Большого Бассейна
Убийства Большого Бассейна (англ. Great Basin Murders) — серия убийств как минимум 9 женщин, совершённых в период с 1 марта 1983 года по 15 августа 1997 года. Все убийства были совершены на территории обширного засушливого района, расположенного на территории штатов Вайоминг, Невада, Юта, Айдахо и раскинувшегося между «Скалистыми горами» и горами «Сьерра-Невада». Серия убийств получила своё название, так как район обнаружения жертв известен под названием «Большой Бассейн» (англ. «Great Basin») и примечателен особенностью течением местных рек. Все реки, которые имеют исток в горных массивах, не имеют выхода к морю и впадают в низины «Большого бассейна», после чего испаряются. Тела своих жертв серийный убийца сбрасывал возле развязок межштатных автомагистралей, проходящих через «Большой бассейн». В ходе расследования личность серийного убийцы установить не удалось. В качестве жертв преступник выбирал молодых девушек и женщин. После того как ему удавалось посадить их в свой автомобиль, он совершал на них нападения, в ходе которых подвергал сексуальному насилию и убивал. Часть из убитых женщин погибли от последствий колото-резаных ран, часть были застрелены, а ряд других были задушены. Трупы своих жертв серийный убийца сбрасывал на вершинах холмов, пустынных просторах, помещал в сугробы или в реки. С телами ряда жертв преступник проводил постмортальные манипуляции, придавая им после смерти различные позы. В список жертв серийного убийцы в конечном итоге вошли 9 девушек и женщин, после того как в июне 1998 года несколько высокопоставленных чиновников правоохранительных органов из четырёх штатов на основании анализа уголовных дел прошлых лет пришли к выводу, что как минимум 8 убийств были совершены одним и тем же человеком, которому СМИ и полиция дали прозвище «Great Basin Killer». Официальная версия следствия о наличии серийного убийцы, как и о числе его жертв, многими подвергалась сомнению и оспаривалась, так как серия убийств девушек и женщин на территории «Большого бассейна» началась ещё в начале 1970-х, а в совершении убийств преступником не было продемонстрировано выраженного образа действия. Впоследствии было установлено, что в регионе действовало сразу несколько серийных убийц и большая часть убийств была совершена разными преступниками.

## Серия убийств
В список жертвы были внесены 9 человек:
- Первой жертвой серийного убийцы, согласно официальной версии, следствия стала 23-летняя Джанель Джонсон, которая была найдена изнасилованной и убитой на территории округа Фримонт (штат Вайоминг) 1 марта 1983 года. После совершения убийства преступник захоронил труп женщины на территории «Большого бассейна», однако ливневые стоки вскоре размыли часть могилы. В ходе осмотра тела убитой криминалисты обнаружили следы семенной жидкости, которая, по версии следствия, принадлежала преступнику, а также следы укуса зубами на одном из её плечей, после чего был изготовлен слепок для сбора информации с места укуса. Личность убийцы Джонсон установить не удалось, так как рефрижератор, в котором хранились образцы биологических жидкостей преступника, вскоре сломался, а образцы стали непригодны для проведения ДНК-анализа[3].
- Второй жертвой стала 18-летняя Лиза Мари Киммелл, которая пропала без вести 25 марта 1988 года. Девушка исчезла во время поездки из Денвера (штат Колорадо) в город Биллингс (штат Монтана) с целью визита друга. Киммелл передвигалась на автомобиле «Honda CRX Si» 1988 года выпуска чёрного цвета, отличительной особенностью которого был номерной знак с обозначением штата Монтана и надписью «LIL MISS». Киммелл не являлась проституткой. Она выросла в социально-благополучной обстановке, в 1987 году с отличием окончила школу «Billings Senior High School» и на момент смерти успешно работала в одном из ресторанов быстрого питания «Arby's». Родственники Лизы сообщили сотрудникам правоохранительных органов о том, что незадолго до гибели ей предложили занять должность супервайзера в ресторане быстрого питания, после чего она планировала переехать в город Орора (штат Колорадо). Спустя восемь дней после её исчезновения два рыбака нашли её тело в реке Норт-Платт недалеко от города Каспер. По результатам судебно-медицинской экспертизы было установлено, что девушка была изнасилована, избита и умерла от последствий колото-резаных ран. Несмотря на то, что труп девушки был обнаружен спустя 8 дней после её исчезновения, результаты судебно-медицинской экспертизы установили, что Киммелл была убита примерно за несколько часов до обнаружения её тела в реке, вследствие чего полиция предположила, что девушка была похищена и удерживалась весь этот период времени преступником в качестве пленницы. На теле девушки, кроме ножевых ранений и гематом, были обнаружены следы от пут на её запястьях и лодыжках. После того, как Лиза Киммелл была похоронена, на её могиле была обнаружена записка с подписью «Stringfellow Hawke»[4][5][6][6][7].
- 19-летняя Викки Линн Перкинс пропала без вести в 1990 году на территории Портленда (штат Орегон). Её тело в состоянии сильной степени разложения было обнаружено спустя несколько месяцев на территории округа Эмери (штат Юта) недалеко от межштатной автомагистрали I-70. Несмотря на то, что от тела девушки к моменту обнаружения остались практически одни скелетированные останки, криминалистам удалось собрать с рук её трупа набор отпечатков пальцев, после чего личность Викки Перкинс была подтверждена. Девушка была замечена в занятии проституцией, подвергалась уголовной ответственности и, согласно показаниям её друзей и родственников, по роду своей деятельности неоднократно уезжала за пределы штата Орегон со своими клиентами, которые в большинстве своём являлись водителями-дальнобойщиками[8][9].
- 24-летняя Патрисия Кэндис Уолш: её скелетированные останки были обнаружены охотниками на оленей 26 октября 1990 года на территории округа Миллард (штат Юта). Во время обнаружения её личность не смогли идентифицировать, и последующие 13 лет она проходила в уголовном деле под кодовым именем «Джейн Доу-1». Только лишь в мае 2003 года криминалисты из «Аризонского Университета», расположенного в городе Тусон, на основании результатов сравнения рентгеновских снимков челюстей установили, что останки принадлежат Патрисии Уолш. Патрисия Уолш и её муж, 26-летний Даглас Скотт Зисковски проживали в городе Сиэттл (штат Вашингтон). В 1989 году они покинули Сиэттл, после чего пропали без вести. Останки Дагласа Зисковски были обнаружены в январе 1990 года на территории города Озано (штат Техас) недалеко от межштатной автомагистрали I-10. Его личность была идентифицирована в 1992 году. После идентификации личности Патрисии Уолш представители Департамента полиции штата Юта связались с представителями Департамента полиции штата Техас, однако в ходе расследования личность их убийцы установлена не была. По версии ряда следователей, Зисковски и Уолш были похищены одним и тем же человеком, который их убил, а тела сбросил в разных штатах во время поездки, однако представители Департамента полиции штата Юта не стали включать Дагласа Зисковски в список жертв серийного убийцы, орудовавшего на территории «Большого бассейна»[10][11].
- 32-летняя Эрмелинда Гарза Шерман была убита 2 апреля 1991 года. Её труп был обнаружен в пустынной местности на территории округа Сент-Джордж (штат Юта). Эрмелинда Гарза была застрелена несколькими выстрелами в область головы. Судебно-медицинская экспертиза впоследствии установила, что женщина перед смертью была жестоко избита и получила тяжёлую черепно-мозговую травму несколькими ударами тупым предметом. Она была убита примерно за 30 минут до обнаружения тела, но в ходе расследования полицией свидетелей преступления найдено не было[12][13].
- Барбара Кей Уильямс: так как её тело находилось в состоянии крайней степени разложения, её личность на момент обнаружения тела установить не удалось, и она на протяжении следующих 8 лет проходила в материалах уголовного дела под кодовым именем «Джейн Доу-2». Уильямс была обнаружена 22 марта 1991 года на территории штата Юта недалеко от межштатной автомагистрали I-15[14].
- Ирэн Васкес была найдена 1 марта 1992 года на территории округа Суитуотер (штат Вайоминг) в местности под названием «Биттер Крик», названной в честь одноимённого ручья длиной 80 миль, протекающего на территории штата Вайоминг, благодаря чему в материалах уголовного дела до опознания была известна под кодовым именем «Джейн Доу из Биттер Крик» (англ. «Bitter Creek Jane Doe»). Судебно-медицинский эксперт, проводивший вскрытие тела, предположил, что тело жертвы было оставлено рядом с межштатной автомагистралью I-80 в период с середины октября 1991 года по конец февраля 1992 года. Из-за низких температур и сильного снежного покрова тело женщины хорошо сохранилось, как и черты её внешности. У неё были тёмные волосы и глаза тёмного цвета. Васкес имела рост около 172 см и вес около 65 кг. На момент смерти она предположительно находилась в возрасте от 24 до 32 лет. На правой её груди была татуировка в виде розы и шрам на животе от кесарева сечения. На одном из пальцев её правой руки было обнаружено золотое кольцо, а на шее осталось золотое ожерелье. Перед смертью Васкес была жестоко избита, подверглась изнасилованию и удушению, но причиной её смерти стал удар ледорубом по голове, вызвавший черепно-мозговую травму и сильную кровопотерю. По версии следствия, во время совершения убийства жертва оказала преступнику яростное сопротивление, в ходе которого ей удалось нанести ему ранение, так как на месте обнаружения трупа были обнаружены следы крови, группа которой не соответствовала группе крови женщины. По версии следствия, кровь могла принадлежать убийце. Фотографии её лица, татуировки и других отличительных примет её внешности были впоследствии опубликованы полицией в местных СМИ с целью опознания. Вскоре в полицию обратился человек, который заявил, что похожую татуировку он сделал молодой женщине на правой груди в городе Тусонн (штат Аризона)[15][16]. Личность Васкес была установлена в 2025 году.
- Молодая девушка, личность которой не установлена, была обнаружена 16 ноября 1993 года на территории округа Элко, вследствие чего получила кодовое имя «Джейн Доу с округа Элко» (англ. «Elco County Jane Doe»). Её полностью обнаженное тело было найдено у северной стороны межштатной автомагистрали I-80 недалеко от границы штата Невада со штатом Юта. Место, где было найдено тело, находилось на краю обширной и безлюдной пустыни, разделённой пополам одной из самых оживлённых автомагистралей страны. Судебно-медицинский эксперт, проводивший вскрытие тела, установил, что девушка предположительно была убита за 6 дней до обнаружения её трупа. Согласно результатам экспертизы, убитая незадолго до своей смерти употребляла алкогольные напитки и марихуану. Во время осмотра места обнаружения тела следователи обнаружили на земле следы волочения, вследствие чего предположили, что преступник убил жертву в другом месте, после чего сбросил тело на съезде с автомагистрали I-80. Анализ геометрии рисунков протектора шин позволил установить, что убийца передвигался на транспортном средстве среднего или крупного размера, возможно, использовал пикап или фургон. Убийца после совершения убийства произвёл над телом жертвы постмортальные манипуляции. В частности он уложил тело на спину и придал ему форму креста, широко раскинув руки трупа и слегка разведя ноги. Девушка перед смертью была избита, но умерла от последствий двух огнестрельных ранений в области груди. Криминалистам удалось собрать с рук её трупа набор отпечатков пальцев, однако в ходе криминалистическо-дактилоскопической экспертизы было установлено, что убитая ранее не подвергалась уголовной ответственности и арестам, благодаря чему её личность впоследствии так и не удалось установить. Несмотря на наличие в её крови следов алкоголя и наркотиков, у убитой в ротовой полости присутствовали все 32 зуба, которые находились в отличном состоянии, благодаря чему следствие подвергало сомнению версию о том, что погибшая занималась проституцией и вела маргинальный образ жизни. У молодой женщины были светлые волосы и глаза карего цвета. Жертва имела рост около 175 см и вес около 72 кг. На момент смерти она предположительно находилась в возрасте от 20 до 35 лет. У неё был шрам на правой голени и проколоты мочки обоих ушей, однако никаких ювелирных изделий на месте обнаружения тела полицией найдено не было. Образцы её волос, отправленные в одну из криминалистических лабораторий, расположенных в Солт-Лейк-Сити, совпали по последовательности изотопов с питьевой водой, что позволило точно определить, где приблизительно жила погибшая. По версии следствия, жертва убийства провела последние семь месяцев своей жизни недалеко от городка Афтон (штат Вайоминг)[17][18].
- 18-летняя Тоня Теске была убита 15 августа 1997 года. Её полностью обнажённый труп был обнаружен на территории округа Бонневилл (штат Айдахо). Фотография Теске была опубликована в полицейском участке, на стоянках грузовых автомобилей и в общественных местах, после чего она была опознана одним из водителей-дальнобойщиков. Полиция установила, что Теске проживала в городе Шошони (штат Вайоминг). Она была замечена в занятии проституцией и вела маргинальный образ жизни. Теске бросила школу в 1995 году, вступила в социальный конфликт с членами своей семьи, после чего ушла из дома и стала вести бродяжнический образ жизни, путешествуя по штатам США вместе со своими клиентами, большая часть из которых являлась водителями-дальнобойщиками. 10 августа 1997 года Тоня уехала из Шошони, после чего сразу несколько свидетелей впоследствии заявили полиции о том, что в тот вечер видели девушку как минимум с четырьмя мужчинами, находящимися в возрасте около 50 лет. Друзья и знакомые Теске утверждали, что девушка собиралась переехать в Солт-Лейк-Сити. За два дня до своей смерти Теске подвергалась аресту и допросу полицией на территории округа Галлатин (штат Монтана) по обвинению в занятии проституцией и совершении кражи, но доказательств её виновности найдено не было, и её в конечном итоге были вынуждены отпустить. Также было установлено, что на момент смерти Тоня Теске находилась в розыске на территории округа Юта (штат Юта) по обвинению в подделке документов. В ходе расследования подозреваемым в совершении её убийства стал водитель-дальнобойщик из штата Айдахо, который, согласно свидетельским показаниям, был замечен с Тоней в городе Биллингс в период с 10 по 13 августа и, по версии следствия, был одним из последних людей, которые видели девушку живой до её исчезновения. Впоследствии никаких доказательств его причастности к совершению убийства найдено не было. Ему в конечном итоге не было предъявлено никаких обвинений, и его имя никогда не разглашалось общественности[19][20][20][21][22][23].

## Расследование
В ходе расследования полицией было опрошено несколько сотен проституток, сутенёров, работников станций сервисного обслуживания и водителей грузовиков в попытке найти свидетелей преступлений и установить личность преступника. В разные годы  в число подозреваемых попали несколько человек. Целевая группа в целях масштабного расследования и установления личности преступника была сформирована еще в начале 1990-х , после того как в 1994 году ряд высокопоставленных чиновников из штатов Вайоминг, Юта, Айдахо и Невада обнаружили в методах совершения убийств ряд сходств и предположили, что за совершение как минимум 6 убийств несет ответственность один и тот же человек.
В начале 1992 года в число подозреваемых попал житель города Портленда (штат Орегон) 28-летний Скотт Уильям Кокс. В конце 1991 года Кокс был арестован по обвинению в убийстве двух проституток в Портленде, которые произошли в 1991-м и 1992-м годах. Будучи водителем-дальнобойщиком Скотт Кокс начиная с середины 1980-х и вплоть до своего ареста по роду своей профессиональной деятельности посещал многие штаты страны и был замечен в местах, где были совершены убийства девушек и женщин. Всего Кокс проверялся на причастность к совершению 20 убийств. Следствие предполагало, что Кокс несёт ответственность за убийство Викки Линн Перкинс, которая была жительницей Портленда и занималась проституцией. После предъявления обвинения в совершении убийств двух проституток, целевая группа  собирала информацию о местонахождении Кокса за последние несколько лет с помощью табелей учета работы водителей, с помощью платежной информации от использования его кредитных карт, с помощью информации владельцев мотелей вблизи остановок грузовых автомобилей, где проживал Кокс и с помощью другой информации с целью обнаружить доказательства того что он несет остветственность за убийства на территории «Большого бассейна», но впоследствии никаких доказательств этому не нашлось и ему не было предъявлено обвинение в совершении убийства Викки Перкинс.
В 1995 году основным подозреваемым стал серийный убийца Кит Хантер Джесперсон. Начиная с 1990 года Джесперсон убил как минимум 8 девушек и женщин на территории 5 штатов США. Он проверялся на причастность к убийствам в «Большом Бассейне», но впоследствии доказательств этому также не нашлось.
В 1999 году была установлена личность одной из жертв «серийного убийцы из Большого бассейна». «Джейн Доу-2» была опознана как Барбара Кей Уильямс. На момент исчезновения в 1991 году, Барбара проживала вместе со своим мужем в городе Солт-Лейк Сити (штат Юта). После установления ее личности, основным подозреваемым в совершении её убийства и в совершении убийств других девушек стал её муж — Хауэлл Уильямс. Он вел криминальный образ жизни и в начале 1990-х  привлекался к уголовной ответственности на территории штата Флорида. Получив условно-досрочное освобождение, в конце 1990-х он оказался на свободе, но совершил ряд правонарушений, после чего был возвращён в тюрьму по обвинению в нарушении условий условно-досрочного освобождения. В апреле 1999 года он был экстрадирован с территории штата Флорида на территорию штата Юта, где в округе Хуаб был впоследствии осужден за убийство своей жены. Уильямс проверялся на причастность к совершению других убийств, но он всячески это отрицал. Впоследствии никаких доказательств, изобличающих его в совершении других преступлений найдено не было и ему также не было предъявлено никаких других обвинений.
В июле 2002 года основным подозреваемым в совершении серийных убийств стал бывший житель города Монета (штат Вайоминг) 57-летний Дэйл Уэйн Итон. Он вырос в социально-неблагополучной обстановке. С начала 1960-х Итон привлекался к уголовной ответственности и демонстрировал признаки психического расстройства, вследствие чего некоторое время провел в психиатрической клинике на территории штата Колорадо. Мать Дэйла страдала шизофренией. Оба его брата также страдали психическими расстройствами, вследствие чего один из них покончил жизнь самоубийством. Отец Дэйла также демонстрировал девиантное поведение. Он подвергал агрессии и физическим нападкам Дэйла и других членов своей семьи. В 1997 году Дэйл Итон был осужден за совершение нападения на семейную пару и их пятимесячного ребенка. В ходе нападения семейная пара оказала яростное сопротивление, вследствие чего Итон был сильно избит. На судебном процессе обвинению не удалось доказать его вину в совершении нападения, по причине чего он был осужден по менее тяжкому обвинению и был приговорен к незначительному сроку лишению свободы.
Получив условно-досрочное освобождение в 1998 году, Дэйл вышел на свободу, но через несколько месяцев после освобождения был возвращен в тюрьму по обвинению в незаконном хранении оружия. Уголовное наказание Итон отбывал в одной из федеральных тюрем США, расположенных на территории штата Колорадо, где 3 сентября 2001 года  он убил сокамерника по имени Карл Палмер. Ему было предъявлено обвинение в непредумышленном убийстве и он впоследствии получил дополнительный срок в виде нескольких лет лишения свободы. В этот период у Итона был взят образец крови. В июле 2002 года на основании результатов ДНК-экспертизы было установлено, что генотипический профиль Дэйла Итона совпадает с генотипическим профилем человека, который был выделен из следов семенной жидкости, обнаруженных на теле  - 18-летней Лизы Киммелл, одной из жертв «серийного убийцы из Большого бассейна», вследствие чего была установлена причастность Итона к совершению убийства девушки. 29 июля того же года в ходе осмотра земельного участка Итона на территории города Монета был обнаружен закопанным в землю на глубине около 2 метров автомобиль Лизы Киммелл, благодаря чему подозрения в адрес Итона усилились и ему в феврале 2003 года было предъявлено обвинение в совершении изнасилования и убийства Лизы Киммелл. Помимо остова автомобиля Киммелл, полиция также обнаружили на территории дома колпаки ступиц и детали задних фонарей от ее автомобиля. Колеса автомобиля, сиденья, стереосистема и коробка переключения передач отсутствовали. Сын Дэйла Итона в ходе допроса поведал следователям о том, что примерно в середине 1988 года помогал своему отцу установить стереосистему и сиденья от автомобиля Лизы Киммелл в их пикап и помогал переплавить четыре колеса от ее автомобиля, которые впоследствии были проданы на металлолом.
Судебный процесс открылся 9 марта 2004 года и продлился всего 9 дней. Итон не признал себя виновным по некоторым из пунктов обвинения. Под давлением доказательств он вынужденно признал, что был знаком с девушкой. Согласно его версии, девушка оказалась на его земельном участке с целью ограбления. Итон утверждал, что после того как он обнаружил Киммелл, она согласилась вступить с ним в интимную связь в обмен на то, чтобы он не заявил в полицию о попытке ограбления, после чего  ушла, оставив свой автомобиль, который он разобрал на запчасти и впоследствии закопал. Версия Итона была подвергнута сомнению. По версии следствия, Дэйл обнаружил автомобиль Киммелл во время его движения по пустынному участку автострады на территории штата Вайоминг, после чего забрался в автомобиль девушки во время остановки и под угрозой оружия отвез ее на территорию своей собственности, где несколько дней держал ее в плену и подвергал сексуальному насилию, после чего убил и сбросил ее тело в реку.  17 марта 2004 года Дэйл Итон был признан виновным в совершении похищения, изнасилования и убийства Лизы Мэри Киммелл.
На основании обвинительного вердикта, 20 марта 2004 года Дэйл Итон был приговорен к смертной казни.
После осуждения он проверялся на причастность к совершению других убийств девушек, чьи трупы были обнаружены на территории «Большого бассейна», но доказательств этому в последующие годы не нашлось. Несмотря на это, Итон не был исключен из числа основных подозреваемых, так как по версии следствия, после его ареста в 1997 году - «серийные Убийства в Большом бассейне» прекратились. Его арест и осуждение привели к тому, что следователи вновь открыли ряд нераскрытых дел об убийствах в «Большом бассейне», в том числе три дела об убийстве, которые были совершены в районе, где была похищена и убита Лиза Киммелл, чтобы выяснить, может ли быть какая-либо связь убийств с Дэйлом Итоном. Офис шерифа округа Фримонт подозревал Итона в причастности к исчезновению 24-летней Эми Бечтел, которая пропала без вести 24 июля 1997 года на территории города Ландер (штат Вайоминг). Она не была включена в список жертв серийного убийцы, так как тело девушки никогда не было найдено и ее дальнейшая судьба после исчезновения осталась неизвестной. В ходе расследования было установлено, что Дэйл Итон был замечен в городе Ландер примерно в то время, когда Эми Бечтел пропала без вести, но он в конечном итоге не признал свою причастность и отказался от сотрудничества со следствием, хотя не был исключен из числа подозреваемых в совершении похищения и убийства девушки.
Также Итон подозревался в совершении убийств девушек, которые произошли в 1970-х годах и чьи трупы убийца также оставил на территории «Большого бассейна». 14 июля 1972 года владелец ранчо в сельской местности округа Элко (штат Невада), нашел обнаженное и разложившееся тело  женщины, личность которой никогда не была установлена. Перед тем как сбросить тело, преступник произвел над ним постмортальные манипуляции и придал ему на земле крестообразную форму. Место обнаружения тела находилось на расстоянии 35 миль к востоку от города Элко и на расстоянии 8 миль к югу от межштатной автомагистрали I-80.  В уголовном деле девушка получила кодовое имя «Старр Вэлли Джейн Доу» (англ. «Starr Valley Jane Doe») от название дороги «Старр Вэлли Роуд» (англ. «Starr Valley road»). В ходе судебно-медицинской экспертизы было установлено что она  была убита за несколько месяцев до обнаружения двумя выстрелами в голову из пистолета 22-го калибра. Как и жертвы «серийного убийцы с Большого бассейна» «Старр Вэлли Джейн Доу» была белой женщиной, находящейся на момент смерти в возрасте от 17 до 25 лет, имевшей рост около 160 см и вес около 55 кг. Она имела длинные волосы светло-рыжего цвета. По версии следствия это убийство было связано с убийством «Джейн Доу с округа Элко» (англ. «Elco county Jane Doe»), одной из жертв «серийного убийцы с Большого бассейна», чей труп был обнаружен 16 ноября 1993 года. Несмотря что убийства произошли с разницей в 21 год, полиция предположила что в обоих случая преступник продемонстрировал выраженный ему образ действия. Обе жертвы были избиты, застрелены из пистолета 22-го калибра. Места сброса тел находились недалеко от межштатной автомагистрали I-80, а их телам преступник придал крестообразные позы.  Полицейские чиновники из департамента полиции штата Невада  в 2009 году обсуждали возможную связь между убийствами и причастность к этому Дэйла Итона, однако результаты обсуждения никогда не были обнародованы и Дэйлу Итону впоследствии никаких других обвинений предъявлено не было.
Помимо этого следствие искало возможную причастность Итона к совершению еще двух убийств на территории округа Элко. Обе жертвы не были идентифицированы и известны под кодовыми именами «Джейн Доу из Дьявольских ворот» (англ. «Devils gate Jane Doe») и «Джейн Доу из Тысячи источников» (англ. «Thousand Springs Jane Doe»). Первая жертва была найдена охотником в неглубокой канаве 2 октября 1972 года. Она была представительницей белой расы или латиноамериканкой, находящейся в возрасте от 15 до 18 лет, и которая была убита примерно  за 12 недель до обнаружения ее тела. Вторая жертва была найдена туристами в пустынной местности 16 июля 1974 года. Она находилась в возрасте около 25 лет. После совершения убийства преступник поджег ее тело, вследствие чего ее скелетированные останки не поддавались опознанию.
В марте 2005 года в число подозреваемых попал еще один серийный убийца, бывший водитель-дальнобойщик из Хьюстона (штат Техас) 59-летний Роберт Бенджамин Роудс. 1 апреля 1990-го он был арестован на территории штата Аризона по обвинению в нападении на женщину, в ходе которого он подверг ее сексуальному насилию и пыткам. Роудс был осужден. В 1992 году он был экстрадирован на территорию штата Иллинойс, где ему были предъявлены обвинения в совершении убийства 14-летней Реджины Уолтерс, которая была убита в январе 1990 года. Труп девочки Роудс сбросил рядом с межштатной автомагистралью I-70. В 1992 году он признал себя виновным в совершении убийства Уолтерс и получил в качестве уголовного наказания пожизненное лишение свободы. В 2005 году на основании результатов ДНК-экспертизы была установлена его причастность к убийству 24-летней Патрисии Кэндис Уолш, которая считалась одной из жертв  серийного убийцы, оставлявшего трупы своих жертв на территории «Большого бассейна».
В марте 2012 года он признал себя виновным в совершении убийств Патрисии Уолш и ее мужа Дагласа Зиковски, после чего был приговорен к еще двум пожизненным срокам лишения свободы. Грузовая платформа его грузового автомобиля имела помещение с наручниками на потолке, которые использовались Робертом Роудсом для подвешивания жертв и дальнейших пыток. По версии следствия, Роудс к началу 1990 года убивал в среднем по три девушки в месяц. Своих жертв он похищал, после чего в течение нескольких дней держал в кузове своего грузовика, где подвергал сексуальному насилию, прежде чем убить их. На допросе Роудс заявил, что подобрал Патрисию Уолш и Дагласа Зиковски в конце 1989 года на территории штата Техас, где они поженились и пытались автостопом добраться до своего родного города Сиэттла. Роудс заявил, что через несколько минут после того, как ему удалось посадить пару в свой автомобиль, он убил Зиковски, выбросил его тело и в течение следующих семи дней держал Патрисию Уолш в кузове своего грузового автомобиля, где подвергал физическому и сексуальному насилию, после чего застрелил и сбросил ее труп в округе Миллард на территории штата Юта. Также он признался в том, что вместе с 14-летней Реджиной Уолтерс он убил ее жениха Рики Ли Джонса. Уолтерс и Джонс были жителями Хьюстона (штат Техас). Они сбежали из дома и начали вести бродяжнический образ жизни в 1989 году. Джонс пропал без вести примерно в то же время когда Роудс убил Реджину Уолтерс. Но несмотря на признательные показания в совершении убийства Джонса, Роберту Роудсу не было предъявлено обвинение в этом убийстве, так как тело Рики Джонса никогда не было найдено.
В 2014 году с помощью ДНК-экспертизы следователи выделили ДНК  из следов семенной жидкости, которую по версии следствия оставил преступник на теле 7-й жертвы «серийного убийцы из Большого бассейна», Ирэн Васкес. Генотипический профиль преступника совпал с генотипическим профилем убийцы, чьи биологические следы были обнаружены на теле еще одной жертвы, которая официально не была включена в список жертв «серийного убийцы из Большого бассейна». Труп Синди Арлин Эстрады был обнаружен 13 апреля 1992 года на территории округа Шеридан рядом с межштатной автомагистралью I-80 (штат Вайоминг) на расстоянии 400 миль от места, где был обнаружен труп Васкес. Причину смерти девушки установить не удалось, но следствие в конечном итоге заявило о том, что это было убийство. Жертва была полностью одета, за исключением обуви и носков. Судебно-медицинская экспертиза установила, что она была изнасилована и получила перед смертью черепно-мозговую травму ударом тупым предметом. По оценке судебно-медицинского эксперта, Эстрада была убита где-то в феврале 1992 года и на момент гибели находилась примерно на 10 неделе беременности. Она была представительницей белой расы, имела рост около 175 см и вес 55 кг. Её личность была установлена в 2025 году. До опознания Эстрада проходила в материалах уголовного дела под именем «Джейн Доу из округа Шеридан». Ее выгоревшие на солнце волосы каштанового цвета  навели следователей на мысль, что она могла быть родом из южных штатов США.
В 2020 году результаты еще одной ДНК-экспертизы установили, что генотипический профиль преступника, который нёс ответственность за гибель Ирэн Васкес и Синди Эстрады, совпал с генотипическим профилем  водителя-дальнобойщика - 59-летнего Кларка Перри Болдуина, который был арестован по обвинению в совершении трех убийств 6 мая 2020 года на территории города Уотерлу (штат Айова). Помимо обвинений в совершении убийств «Джейн Доу из Биттер Крик» и «Джейн Доу округа Шеридан», Болдуину также было предъявлено обвинение в совершении убийства  32-летней Памелы Макколл и ее нерожденного ребенка, тело которой было найдено  10 марта 1991 года на обочине межштатной автомагистрали  I-65 в городе Спринг-Хилл (штат Теннесси), на расстоянии примерно 30 километров к югу от Нэшвилла. Она подверглась сексуальному насилию и умерла от удушения. Судебно-медицинский эксперт постановил, что убийство было совершено в конце февраля 1991 года. После изнасилования, Болдуин оставил следы семенной жидкости на колготках жертвы, из которых впоследствии была выделена его ДНК. В 1991 году Кларк Болдуин был арестован по обвинению в совершении  изнасилования девушки-автостопщицы из Канзаса на территории округа Уилер (штат Техас). Угрожая оружием, Болдуин ударил ее по голове, после чего связал ей рот, ноги, изнасиловал и попытался задушить, но жертва смогла освободиться от пут и сбежать от преступника. В ходе предварительного расследования, Кларк Болдуин признал свою вину в совершении нападения,  но впоследствии был освобожден от уголовной ответственности и оказался на свободе, так как было достигнуто соглашение о примирении сторон в связи с заявлением его жертвы, которая заявила, что Кларк загладил вред, причиненный ей им.  После ареста Болдуина в 2020 году, его бывшая жена  сообщила полиции, что он неоднократно упоминал о том, что в 1990-х годх задушил девушку в одном из западных штатов США и выбросил ее тело из своего грузовика рядом с межштатной автомагистралью.
Департамент полиции штата Айова также подозревал Болдуина в совершении убийства Ронды Кнутсон, тело которой было найдено 7 сентября 1992 года. Девушка работала на стоянке грузовых автомобилей «Phillips 66», расположенной городе Уильямстаун (штат Айова). Она была забита до смерти на своем рабочем месте во время ночной смены. В тот период Кларк Болдуин проживал в городе Нашуа (штат Айова), который находился в нескольких минутах езды от Уильямстауна. Преступник нанес девушке серьезную черепно-мозговую травму тупым предметом, от последствий которой она скончалась. Она не была подвергнута сексуальному насилию. Коллега Ронды обнаружил ее тело в задней комнате магазина, где они работали. Согласно его утверждению, незадолго до совершения убийства в магазин  заходили два водителя-дальнобойщика, один из которых предположительно являлся ее убийцей.  На основании показаний свидетеля полицией были составлены два  фоторобота подозреваемых, которые были  обнародованы и расклеены на 1500 стоянок грузовых автомобилей, расположенных во многих штатах страны с целью установления  личности убийцы Ронды Кнутсон. Кларк Болдуин очень хорошо соответствовал фотороботу преступника, но свою причастность к совершению убийства девушки после своего ареста в 2020 году он не признал.
Разоблачение Кларка Перри Болдуина подтвердило версию о том, что «серийные убийства в Большом бассейне» в действительности были совершены разными преступниками.